# Pavonia rhizophorae
Pavonia rhizophorae är en malvaväxtart som beskrevs av Killip apud Kearney. Pavonia rhizophorae ingår i släktet påfågelsmalvor, och familjen malvaväxter. Inga underarter finns listade i Catalogue of Life.